# Hummeliella unica
Hummeliella unica är en nattsländeart som först beskrevs av Forsslund 1935.  Hummeliella unica ingår i släktet Hummeliella och familjen bäcknattsländor. Inga underarter finns listade i Catalogue of Life.